# Новые Млины (Нежинский район)
Но́вые Млины́ (укр. Нові Млини) — село, расположенное на территории Нежинского района Черниговской области (Украина) на левом берегу реки Сейм. Население — 905 чел. (на 2006 г.). В селе расположена Троицкая церковь — православный храм и памятник архитектуры местного значения.

## Персоналии
- Ситенко, Алексей Григорьевич (1927—2002) — украинский советский учёный-физик.
- Бренер, Йосеф Хаим (1881—1921) — еврейский писатель, литературный критик и переводчик, один из пионеров современной литературы на иврите.